# Matt Jenkinson
Matthew Jenkinson (31 tháng 10 năm 1906 - 4 tháng 8 năm 1979), hay Sailor Jenkinson, là một cầu thủ bóng đá người Anh thi đấu ở vị trí tiền đạo ở Football League cho York City và ở bóng đá non-League cho Scarborough và Filey Town.